# Бухусан
Бухусан — разновременный могильный комплекс, расположенный в Еравнинском районе Республики Бурятии на одноимённом холме у южного берега озера Исинга. Открыт в 1970 году археологическим отрядом Бурятского республиканского краеведческого музея им. М. Н. Хангалова под руководством археолога Л. Г. Ивашиной. Раскапывался в 1970—1973 годах. Всего было изучено 27 могил, из которых 16 были отнесены к эпохе неолита, одна к бронзовому веку и десять могил к раннему железному веку. Во всех был сопроводительный инвентарь. Максимальная глубина погребений составляла 0,4—0,6 м. Большинство скелетов в могилах покоились в скрученном положении на правом боку с согнутым в коленях ногами, головой в направлении на северо-восток. Все погребения были одиночные, кроме одного, в котором было раскопано три скелета человека. По результатам антропологического исследования удалось установить, что все умершие имели монголоидные черты лица.
Памятник является объектом культурного наследия России федерального значения.

## Географическое положение
Могильник расположен у северо-западной окраины села Исинга Еравнинского района Республики Бурятии, на склонах холма Бухусан возле южного берега озера Исинга на 10 — 12 м береговой террасе в центральной котловине Еравнинских озёр. На соседнем холме Алтан Л. Г. Ивашиной в 1971 году был обнаружен ещё один могильник, состоящий из 11 погребений, большая часть которых была разрушена.
Расположение могильника на горе — типичное место в эпоху неолита, так как гора считалась сакральным местом в погребальных обрядах, воспринималась как звено, которое связывает между собой мир живых и мир мёртвых. Гора воспринималась как начало пути в потусторонний мир, поскольку ближе всего располагалась к небу.
Расположение у воды тоже несёт символизм — в погребальных обрядах водная стихия, по верованиям, «обеспечивает посмертное возрождение». У сибирских народов вода означала Нижний мир. Река, гора, дерево, ветер считались дорогой, которые связывали миры. В культуре многих народов умершие продолжали существовать в ином пространстве, поэтому кладбище рассматривалось как поселение умерших.
Первые неолитические могилы на холме Бухусан, по предположению Л. Г. Ивашиной, начали сооружать с его юго-западной стороны, постепенно продвигаясь на северо-восток по краю холма (погребения № 1, 3 — 7, 10 — 13, 18, 20 — 22). С юго-востока к неолитическим погребениям примыкала могила бронзового века (погребение № 8), а поблизости от неё располагались могилы железного века (погребения № 2, 9, 14 — 19, 23, 24). Погребение № 18 железного века разрушало кладку неолитического погребения № 18, в результате чего разновременные погребения со скелетами оказались рядом на одном уровне.

## История исследований
Могильник был открыт в 1970 году археологическим отрядом Бурятского республиканского краеведческого музея им. М. Н. Хангалова под руководством Л. Г. Ивашиной. В этом же году археологическим отрядом на холме была заложена разведочная траншея размером 8 × 3 м, в которой и был обнаружен первый костяк. Всего в 1970 году было раскопано шесть погребений. Дальнейшие раскопки проходили в 1971—1973 годах. В 1971 году в одном из захоронений был раскопан бронзовый нож, имеющий аналоги в Усть-Мильской стоянке. В другом захоронении могильника Бухусан был найден обломок похожего ножа. В 2008 году памятник обследовался археологическим отрядом научно-производственного объединения «Байкал-Экспедиция» под руководством П. Е. Марнуева.
Памятник археологии охраняется государством в соответствии с Постановлением Совета Министров Бурятской АССР № 379 от 29 сентября 1971 года. В едином государственном реестре объектов культурного наследия (памятников истории и культуры) народов Российской Федерации приказом Министерства культуры Российской Федерации № 37289-р от 5 августа 2016 года могильник зарегистрирован как объект культурного наследия федерального значения «Неолитический могильник», с присвоением ему регистрационного номера 031640440920006.

## Могильник
Холм Бухусан в течение нескольких веков служил местом захоронения. Некоторые из найденных здесь могил были разрушены естественным оползанием холма — камни из кладки были разбросаны, под ними находились частично сохранившиеся скелеты. Некоторые кладки были разрушены специально для сооружения более поздних могил. Неолитические погребения имели однорядные кладки из камней гранитной породы, которые на поверхности трудно прослеживались. После расчистки выяснилось, что эти кладки имели округлую и овальную формы со средним диаметром 2 м. Иногда после расчистки проступали камни кладки, лежащие без определённого порядка (например, в погребениях № 13, 18). Могилы железного века по форме кладки были похожи на неолитические.
Контуры могильных ям у погребений проследить не получилось. Из-за того, что глубина погребения составляла максимум 0,4 — 0,6 м, кости и части вещей при разборе кладки, попав на поверхность, могли не сохраниться. Из-за малой глубины погребения подвергались давлению коренных пород, что могло послужить разрушению контура могильных ям, а в некоторых могилах и к нарушению анатомического порядка костей. Погребения были одиночными, кроме погребения № 13, где были найдены скелеты трех людей.
Большинство умерших в могилах покоились в скрученном положении на правом боку с согнутым в коленях ногами, головой в направлении на северо-восток. Некоторые могилы имели следы охры. Во всех был найден сопроводительный инвентарь. Всего было исследовано 27 могил: 16 неолитических, одна бронзового века и десять раннего железного века. Антропологом И. И. Гохманом были проведены антропологические исследования на погребениях № 3 и 6, которые показали, что в погребение № 3 была похоронена женщина 30 — 35 лет, а в погребение № 6 мужчина около 30 лет. Умершие имели монголоидные черты черепа. По некоторым погребениям была получена радиоуглеродная дата: от 6650±90 до 4525±50, что, по мнению Л. Г. Ивашиной, позволяет отнести эти погребения к китойско-серовскому времени.
Л. Г. Ивашина по инвентарю и погребальному обряду относила неолитические погребения могильника Бухусан к позднему этапу забайкальского неолита: конец третьего — начало второго тысячелетия до н. э. и выделяла бухусанский этап в развитии поздненеолитических культур лесостепного Забайкалья. Такая датировка могильника подвергалась сомнению Ю. С. Гришиным, который считал, что нет надёжных оснований относить памятник к этапу позднего неолита, обосновывая своё мнение тем, что радиоуглеродная датировка могильника дала довольно широкий разброс от раннего неолита до раннего средневековья.
Самыми древними погребениями могильника являются погребения № 20 и 21 — они были отнесены к средненеолитическому времени. Погребения в них представлены только отдельными частями костяка и сопроводительным инвентарем: каменные и костяные наконечники стрел, микропластины, микроскребки, отщепы, пластины и фрагменты керамики. Чуть моложе были погребения № 3 и 4, которые имели похожие друг на друга признаки погребального обряда, они были отнесены к концу неолита — энеолита.
Погребение № 8 по находке в нём бронзового пластинчатого ножа с серповидной формой и с неглубокими желобками вдоль лезвия было отнесено к бронзовому веку. Л. Г. Ивашина считала, что найденный нож имеет аналоги во второй группе Фофановского могильника, и датировала погребение не позднее вторым тысячелетием до н. э. Ю. С. Гришин полагал, что обнаруженный нож имел «явно усть-мильский тип», желобки на клинке, по его мнению, характерны ножам карасукского типа, что подтверждалось и радиоуглеродной датой: 2940±100 лет назад или начало первого тысячелетия до н. э. В погребение № 8 умерший покоился на спине головой в направление на юго-восток. Череп в погребении отсутствовал.
Сравнивая неолитические погребения могильника Бухусан с другими могильниками Прибайкалья китойской культуры, а также с ранними захоронениями Фофановского могильника, Л. Г. Ивашина отмечала, что для бухусанских захоронений характерна совокупность признаков как китойской, так и глазковской культуры (по периодизации А. П. Окладникова). Кроме того, сопроводительный инвентарь из неолитических погребений могильника имеет сходство с инвентарём из белькачинских и ымыяхтахских культурных комплексов распространённых в Якутии. Бронзовые изделия из могильника имеют аналоги в инвентаре усть-мильской культуры.
Отличительной чертой могильника Бухусан, который отличал его от прибайкальских памятников эпохи неолита и ранней бронзы, было полное отсутствие изделий из нефрита. Особенностью, по которой некоторые погребения могильника могли быть отнесены к китойской культуре, являлось наличие в могилах охры — одной из главных особенностей погребального обряда китойской культуры в Прибайкалье и археологических культурах Якутии. Много общего могильник Бухусан имел с китойскими погребениями в части сопроводительного инвентаря — вкладышевые костяные ножи, кинжаловидные острия из рога, роговые гарпуны, двусторонне обработанные вкладыши, треугольные наконечники стрел с вогнутым основанием, грушевидные подвески из клыков марала. В то же время бухусанские погребения имели и существенные различия от погребений китойской культуры: каменная кладка могил, небольшая глубина погребений (до 0,4 — 0,6 м) и скорченное положение костяков на боку — китойские погребения представляли собой грунтовые погребения с глубиной могильных ям до 1,5 — 2 м, где умершие преимущественно лежали на спине. Погребение № 11 в сопроводительном инвентаре содержало стерженьки костяных рыболовных крючков глазковского типа.

## Комментарии
1. ↑  Расчистка — срезание острыми лопатами или ножами тонких слоев земли для выяснения изменения окраски слоя и выявления остатков жилищ, ям, могил, очагов и т. п.[18]
2. ↑  Пластина в археологии — скол камня, у которого длина более чем в два раза превосходит ширину и который имеет параллельные края[24].